# Guerting
Guerting (deutsch Gertingen) ist eine französische Gemeinde mit 870 Einwohnern (Stand 1. Januar 2022) im Département Moselle in der Region Grand Est (bis 2016 Lothringen).

## Geographie
Die Gemeinde liegt in Lothringen, etwa 35 Kilometer ostnordöstlich von Metz und neun Kilometer östlich von Boulay-Moselle (Bolchen).
Zur Gemeinde gehören die Wohnplätze St. Johann und St. Nicolas. 

## Geschichte
Der Ort gehörte im Mittelalter zum Herzogtum Lothringen im Heiligen Römischen Reich. Ältere Ortsbezeichnungen lauteten: Güertingen (16. Jahrhundert), Gertinga (1544), Gertingen (1594), Gurtingen (1633).
Durch den Frankfurter Frieden vom 10. Mai 1871 kam das Gebiet zum deutschen Reichsland Elsaß-Lothringen, und das Dorf wurde dem Kreis Bolchen im Bezirk Lothringen zugeordnet. Die Dorfbewohner betrieben Getreide-, Kartoffel- und Obstbau sowie Viehzucht; auf der Gemarkung des Orts war ein Sandsteinbruch.
Nach dem Ersten Weltkrieg musste die Region aufgrund der Bestimmungen des Versailler Vertrags 1919 an Frankreich abgetreten werden. Im Zweiten Weltkrieg war die Region von der deutschen Wehrmacht besetzt.

### Bevölkerungsentwicklung
| Jahr      | 1968 | 1975 | 1982 | 1990 | 1999 | 2009 | 2019 |
| Einwohner | 723  | 702  | 776  | 759  | 856  | 881  | 856  |

## Sehenswürdigkeiten

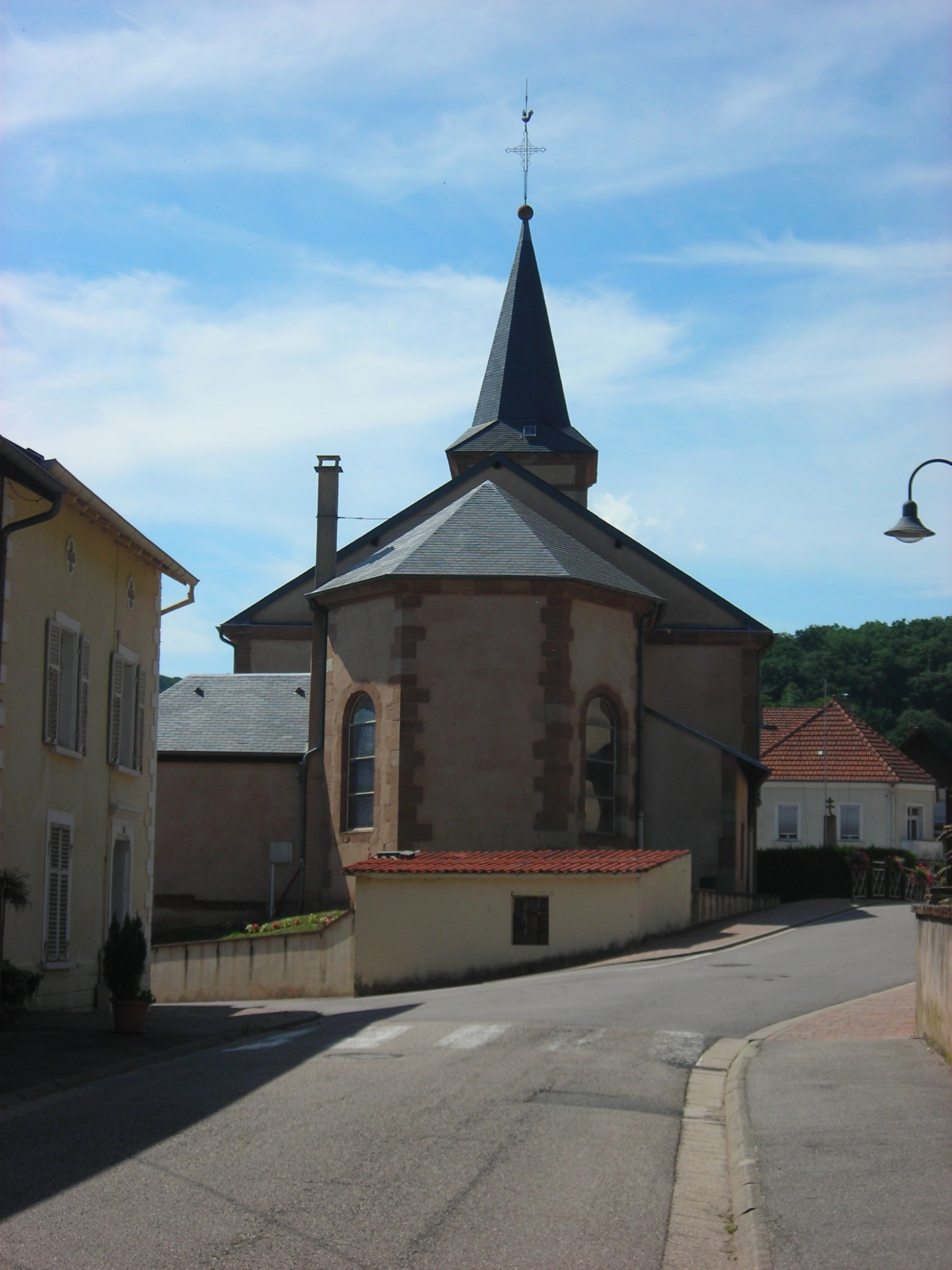
Kirche St. Jakobus der Ältere
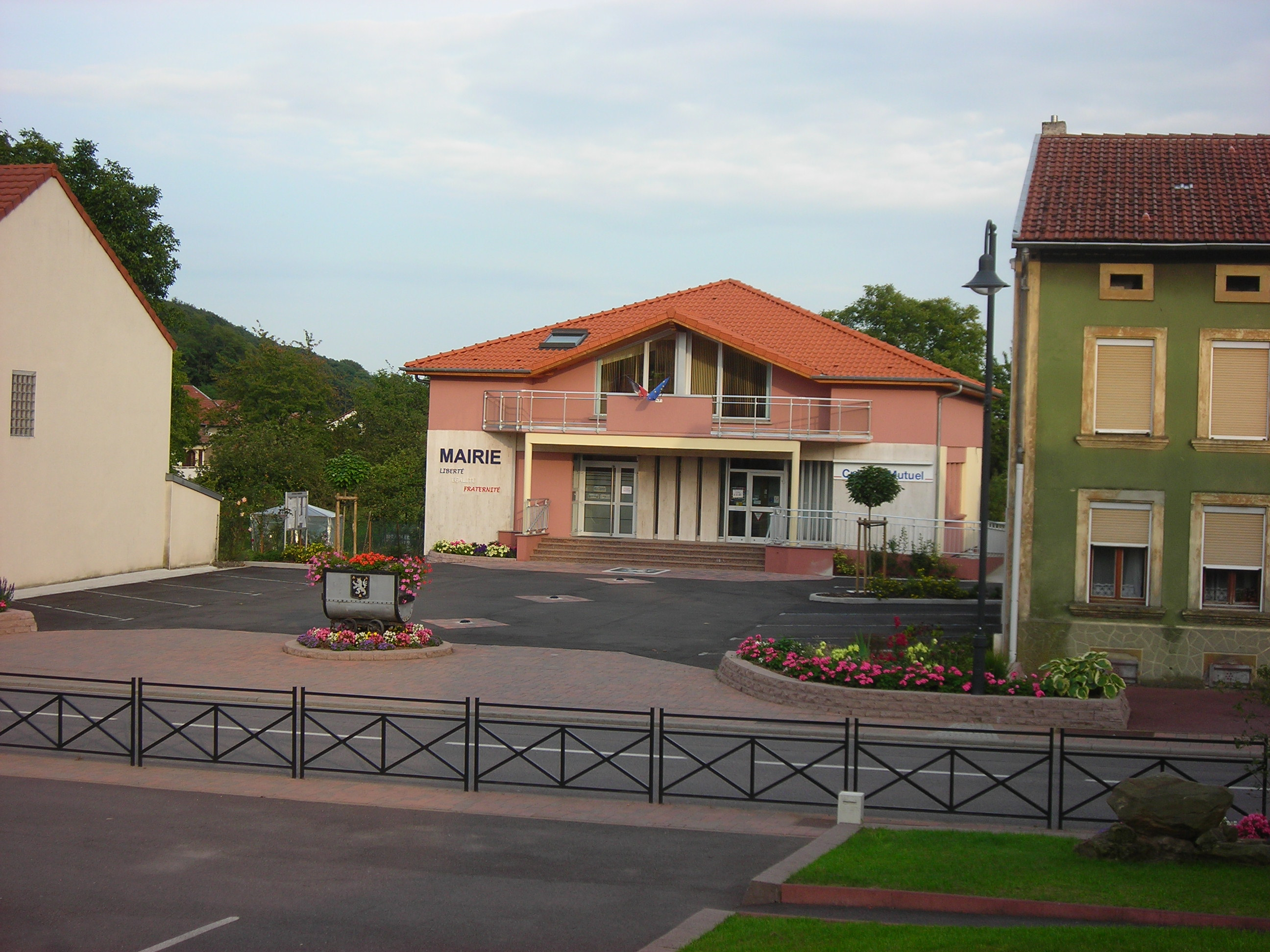
Rathaus (Mairie)
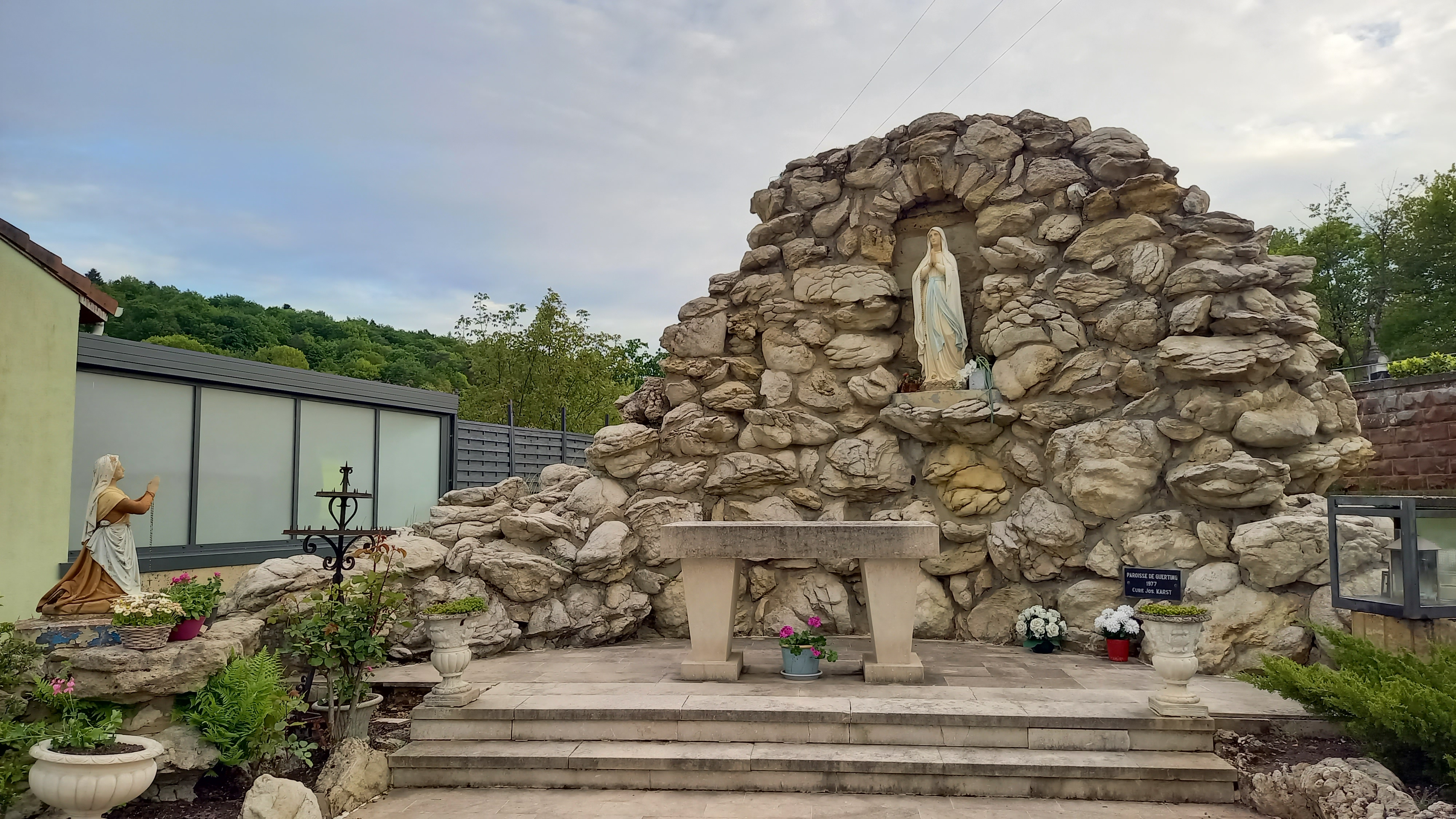
Replik einer Lourdes-Mariengrotte
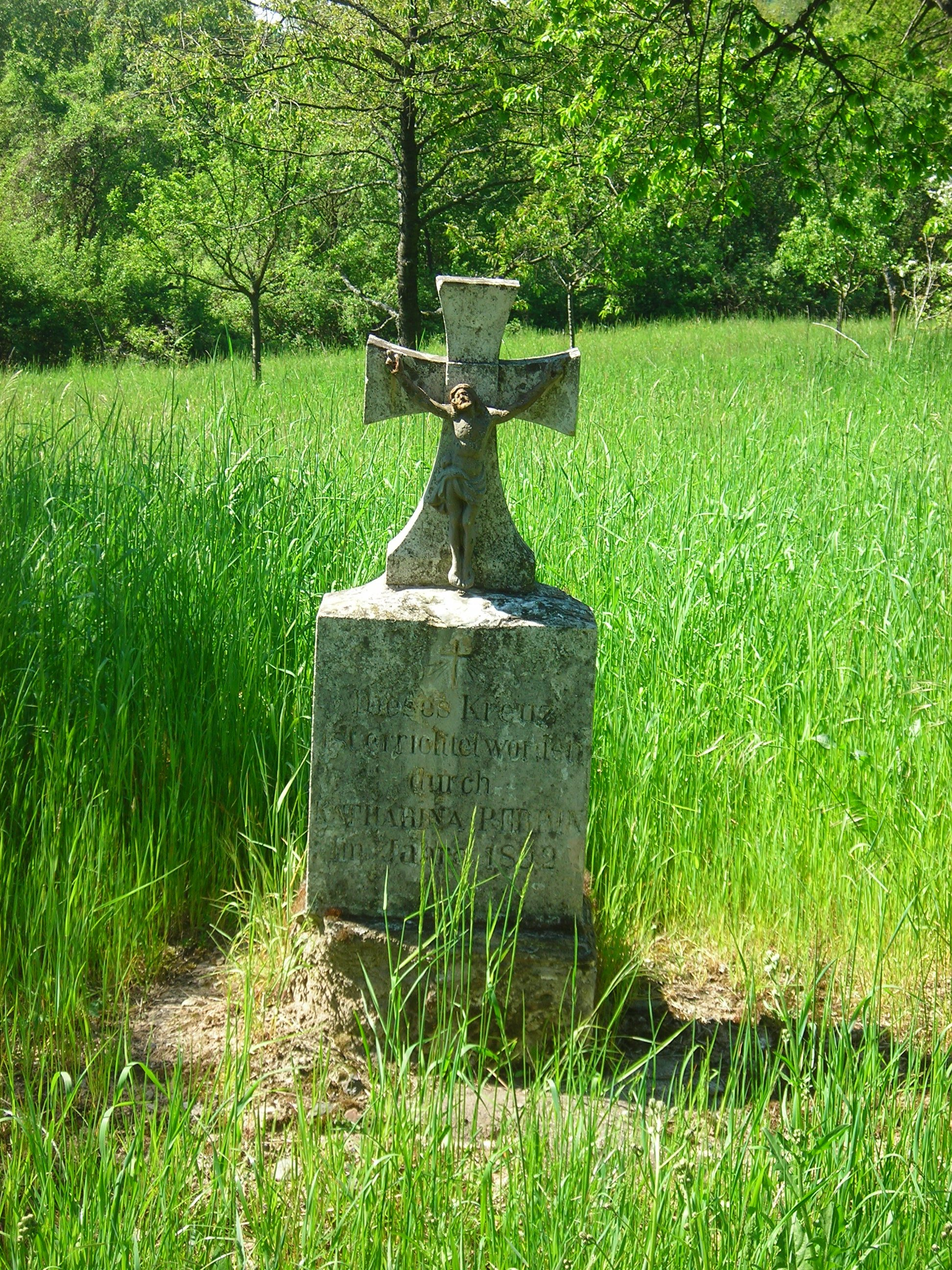
Wegkreuz
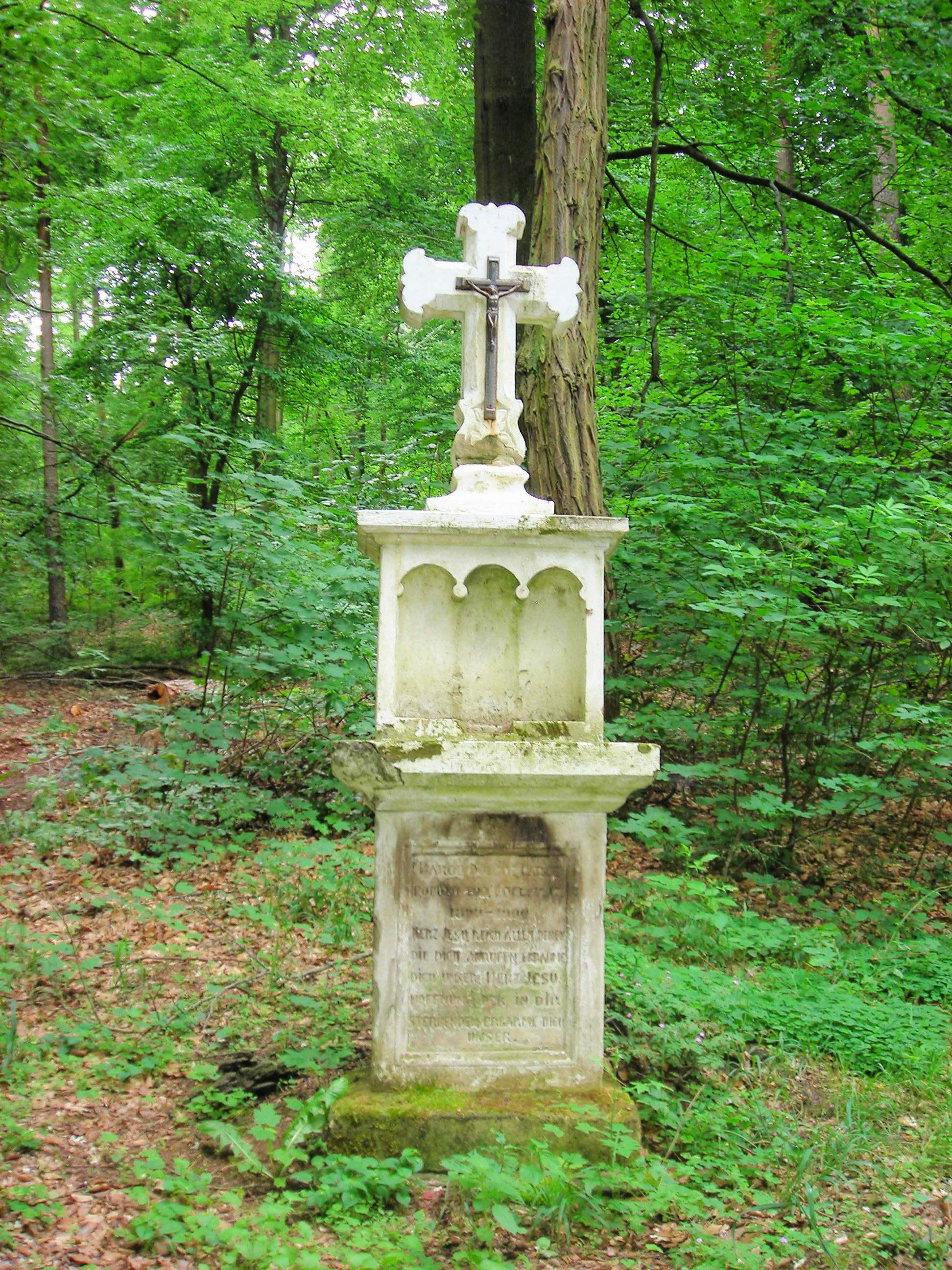
Wegkreuz

- Wegkreuze

- Kirche St. Jakobus der Ältere
- Rathaus (Mairie)
- Replik einer Lourdes-Mariengrotte
- Wegkreuz
- Wegkreuz